# Андрій Футей
Андрі́й Футе́й (нар. 1965) — американський та український громадський діяч. Почесний консул України в Клівленді (штат Огайо) (з 2003). Президент Українського конгресового комітету Америки (США) (2016) Член Спілки української молоді США.

## Життєпис
У 1988 році закінчив Університет Джорджа Вашингтона — школа бізнесу, BBA Спеціалізація Фінанси
З 1999 року — Президент американської компанії «Андрю Дж. Футей та партнери», фірма надає консультації з питань державної політики та державних відносин, стратегічного планування, стратегії розвитку державних справ та кампаній на федеральному, державному та місцевому рівнях, а також на міжнародному рівні в Україні.
З 2003 року — Почесний консул України в Клівленді (штат Огайо)
У 2010—2014 рр. — Радник Голови Української національної асоціації.
З 2012 року — Голова Комітету, Світовий конгрес українців (СКУ)
У 2008—2016 рр. — Віцепрезидент Українського конгресового комітету Америки
З 2016 року — Президент Українського конгресового комітету Америки (США)

## Нагороди та відзнаки
- Орден «За заслуги» (Україна) (23.08.2018)[5]
- Орден князя Ярослава Мудрого V ступеня (23 серпня 2021) — за вагомий особистий внесок у розвиток міждержавного співробітництва, зміцнення міжнародного авторитету України, популяризацію її історико-культурної спадщини[6]